# 謝梅金撞擊坑

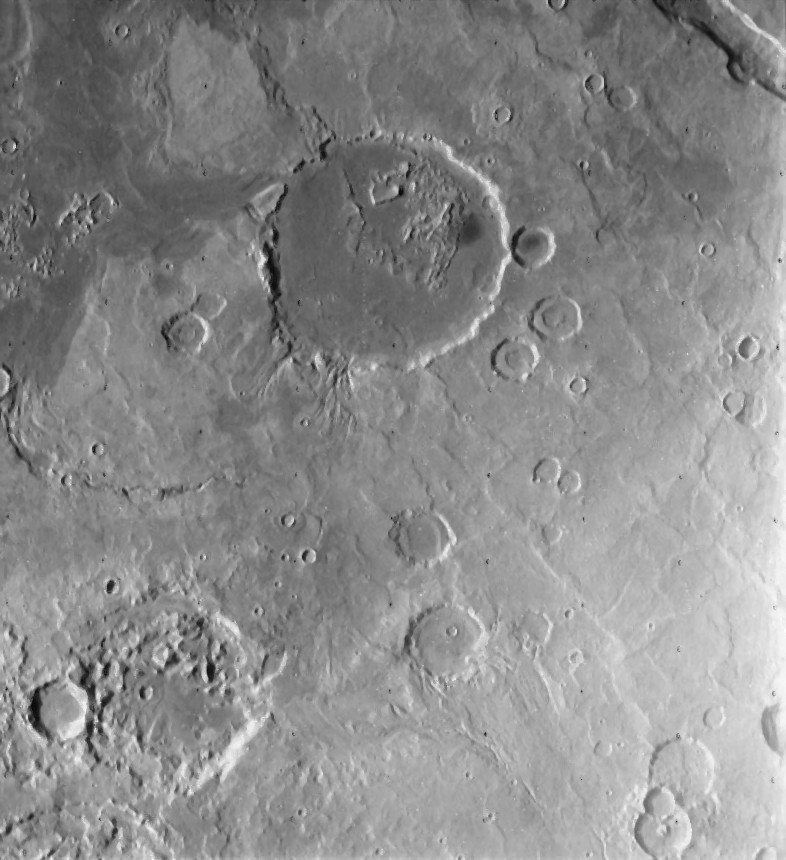

謝梅金撞擊坑（英語：Semeykin）是一個位於火星伊斯美紐斯湖區的撞擊坑。該撞擊坑中心座標是41.8 N°，351.4 W°。該撞擊坑直徑76公里，以蘇聯天文學家鮑里斯·謝梅金（1900年－1937年）命名 。